# Tomás O'Connor d'Arlach
Thomas Charles Adhemar O'Connor D'Arlach castellanizado a Tomás Carlos Ademar O'Connor D'Arlach, más conocido comúnmente como Tomás O'Connor D'Arlach (o d'Arlach) (Tarija, 7 de marzo de 1853-Tarija, 9 de diciembre de 1932) fue un abogado, poeta, novelista, biógrafo y periodista boliviano, que fungió en distintos cargos públicos en Tarija.

## Biografía
Estudió en la Universidad Mayor, Real y Pontificia de San Francisco Xavier de Chuquisaca, donde se tituló de abogado (1876). Desarrolló una intensa actividad periodística en medios como El Diario, El Telégrafo, La Alborada Literaria, El Fígaro y principalmente La Estrella de Tarija, del que fue fundador y director. Asimismo, es autor de la letra del Himno a Tarija y ejerció como senador de la República entre 1904 y 1914.